# Arthonia tetramera
Arthonia tetramera är en lavart som beskrevs av Stizenb. . Arthonia tetramera ingår i släktet Arthonia och familjen Arthoniaceae.   Inga underarter finns listade i Catalogue of Life.